# Gensko prepisovanje
Gensko prepisovanje ali transkripcija je proces pretvorbe informacije iz molekule DNK v molekulo RNK, pri čemer imajo pomembno vlogo transkripcijski faktorji. Vse faze sinteze RNK lahko variirajo. 
Na osnovi komplementarnosti baznih parov nastane najprej molekula hnRNK (heterogena jedrna RNK), po izrezovanju intronov pa nastane sporočilna molekula, imenovana mRNK, ki nosi potrebno informacijo o strukturi beljakovine, za sintezo katere nosijo informacijo. Glavni encim, odgovoren za sintezo RNK, je RNK-polimeraza, ki katalizira polimerizacijo ribonukleozida 5'-trifosfata (NTPs), tako kot narekuje DNK zaporedje. RNK veriga vedno nastaja v smeri od 5' proti 3' koncu. Na primer RNK-polimeraza v E. coli je kompleksen encim, sestavljen iz več podenot.